# تل سحيق
التل السحيق هو تل صغير يرتفع من أرضية سهل سحيق. إنها أكثر هياكل شكل الأرض وفرة على الأرض، وتغطي أكثر من 30٪ من قاع البحر. تتميز التلال السحيقة بحواف محددة تحديدًا نسبيًا وتنهض إلى ارتفاعات لا تزيد عن بضع مئات من الأمتار. يمكن أن يراوح عرضها من بضع مئات من الأمتار إلى كيلومترات. يطلق على منطقة من السهل السحيق المغطاة بهياكل التلال هذه اسم «مقاطعة التلال السحيقة». ومع ذلك يمكن أن تظهر التلال السحيقة أيضًا في مجموعات صغيرة أو منعزلة.
توجد أوفر التلال السحيقة على قاع المحيط الهادئ. تراوح تلال المحيط الهادئ عادة في الارتفاع 50–300 م (160–980 قدم) بعرض 2–5 كـم (1.2–3.1 ميل) وبامتداد من 10–20 كـم (6.2–12.4 ميل). يمكن أن تتكون على طول جوانب حيد شرق المحيط الهادئ النشط تكتونيًا لتكون نتوقًا وخسفاتٍ ثم تتمدد مع مرور الوقت. قد تكون التلال السحيقة أيضًا مناطق من القشرة المحيطية السميكة التي أُنشئت في حيد وسط المحيط خلال أوقات زيادة إنتاج الصهارة.